# Бруно Дугоні
Бруно Дугоні (італ. Bruno Dugoni, 30 березня 1905, Модена — 31 серпня 1959, Модена) — італійський футболіст, що грав на позиції півзахисника, зокрема за клуби «Модену» та національну збірну Італії.

## Клубна кар'єра
Народився 30 березня 1905 року в Модені. Вихованець футбольної школи місцевого однойменного клубу. Дорослу футбольну кар'єру розпочав 1922 року в основній команді «Модени», в якій провів десять сезонів, взявши участь у 206 матчах чемпіонату. Більшість часу, проведеного у складі «Модени», був основним гравцем команди.
Протягом 1932—1934 років захищав кольори столичної «Роми», після чого повернувся до «Модени», за яку відіграв ще шість сезонів своєї ігрової кар'єри.
Завершував ігрову кар'єру в команді «Ріміні», за яку виступав протягом 1940—1941 років.

## Виступи за збірну
1925 року дебютував в офіційних матчах у складі національної збірної Італії, наступного року ще одного разу виходив на поле у формі національної збірної, після чого не залучався до її лав до 1932 року, в якому взяв участь ще у двох іграх.
Помер 31 серпня 1959 року на 55-му році життя у рідній Модені.
| Дата       | Місто | Господарі      | Результат | Гості     | Турнір                   | Голи | Примітки |
| ---------- | ----- | -------------- | --------- | --------- | ------------------------ | ---- | -------- |
| 4-11-1925  | Падуя | Італія         | 2 – 1     | Югославія | товариський матч         | -    |          |
| 28-10-1926 | Прага | Чехословаччина | 3 – 1     | Італія    | товариський матч         | -    |          |
| 28-10-1932 | Прага | Чехословаччина | 2 – 1     | Італія    | Кубок Центральної Європи | -    |          |
| 27-11-1932 | Мілан | Італія         | 4 – 2     | Угорщина  | товариський матч         | -    |          |
| Усього     |       | Матчів         | 4         |           | Голів                    | 0    |          |